# Balboa (danse)
Pour les articles homonymes, voir Balboa.
La Balboa est une danse swing née dans les années 1920 sur la côte Ouest des États-Unis, plus précisément dans la péninsule de Balboa dans la municipalité de Newport Beach au dancing Le Rendez-vous. Cette danse est issue du Charleston et a été conçue pour prendre moins d'espace sur les planchers de danse.
Elle se danse le plus souvent en 8 temps sur des musiques swing, et ses jeux de jambes sont plus particulièrement adaptés aux tempos rapides, sans exclure pour autant les tempos lents. C'est une danse qui fait partie des quelque 14 danses Swing recensées de nos jours.
Le Pur Balboa (Balboa d'origine), se danse uniquement en position fermée tandis que le Bal Swing (qui fut créé une dizaine d'années après dans le Comté d'Orange) autorise des positions ouvertes, de nos jours les deux ne font plus qu'un appelé Balboa. Les traits caractéristiques de cette danse sont une connexion danseur-danseuse par le buste et le bassin en position fermée, et un pas de base glissé proche du mouvement que l'on fait lorsqu'on cire le parquet. C'est une danse de contact où les sensations ressenties par les danseurs sont proches du tango argentin.